# Kurnos Pierwszy
Kurnos Pierwszy – wieś w Polsce położona w województwie łódzkim, w powiecie bełchatowskim, w gminie Bełchatów.
W latach 1975–1998 miejscowość administracyjnie należała do województwa piotrkowskiego.
Zobacz też: Kurnos Drugi